# Буонакомпра (Ферара)
Буонакомпра (итал. Buonacompra) је насеље у Италији у округу Ферара, региону Емилија-Ромања.
Према процени из 2011. у насељу је живело 392 становника. Насеље се налази на надморској висини од 10 м.